# Ján Humeník
Ján Humeník (23. února 1923 – 1977) byl slovenský a československý politik Komunistické strany Slovenska, poslanec Slovenské národní rady a poslanec Sněmovny národů a Sněmovny lidu Federálního shromáždění za normalizace.

## Biografie
V letech 1958–1962 se uvádí jako účastník zasedání Ústředního výboru Komunistické strany Slovenska. XI. sjezd KSČ ho zvolil členem Ústředního výboru Komunistické strany Československa.
Ve volbách roku 1960 a opětovně ve volbách roku 1964 se stal poslancem Slovenské národní rady. K roku 1965 se zmiňuje coby poslanec SNR a předseda JZD v obci Kvakovce.
Po provedení federalizace Československa usedl do Sněmovny národů Federálního shromáždění. Do federálního parlamentu ho nominovala Slovenská národní rada. Ve volbách roku 1971 přešel do Sněmovny lidu (volební obvod Východoslovenský kraj). V parlamentu setrval do konce funkčního období, tedy do voleb roku 1976.